# HD 165402
HD 165402，又名BD-08 4558，SAO 142083、HR 6755，是一颗恒星，视星等为5.85，位于銀經20.3，銀緯6.14，其B1900.0坐标为赤經18h 0m 40.5s，赤緯-8° 6.14′ 54″。